# Барабойське водосховище
Бараб́ойське водосховище — невелике руслове водосховище на річці Барабой, розташоване в межах Біляївської і Теплодарської міської громади Одеського району Одеської області України. На березі розташовано місто Теплодар.

## Опис

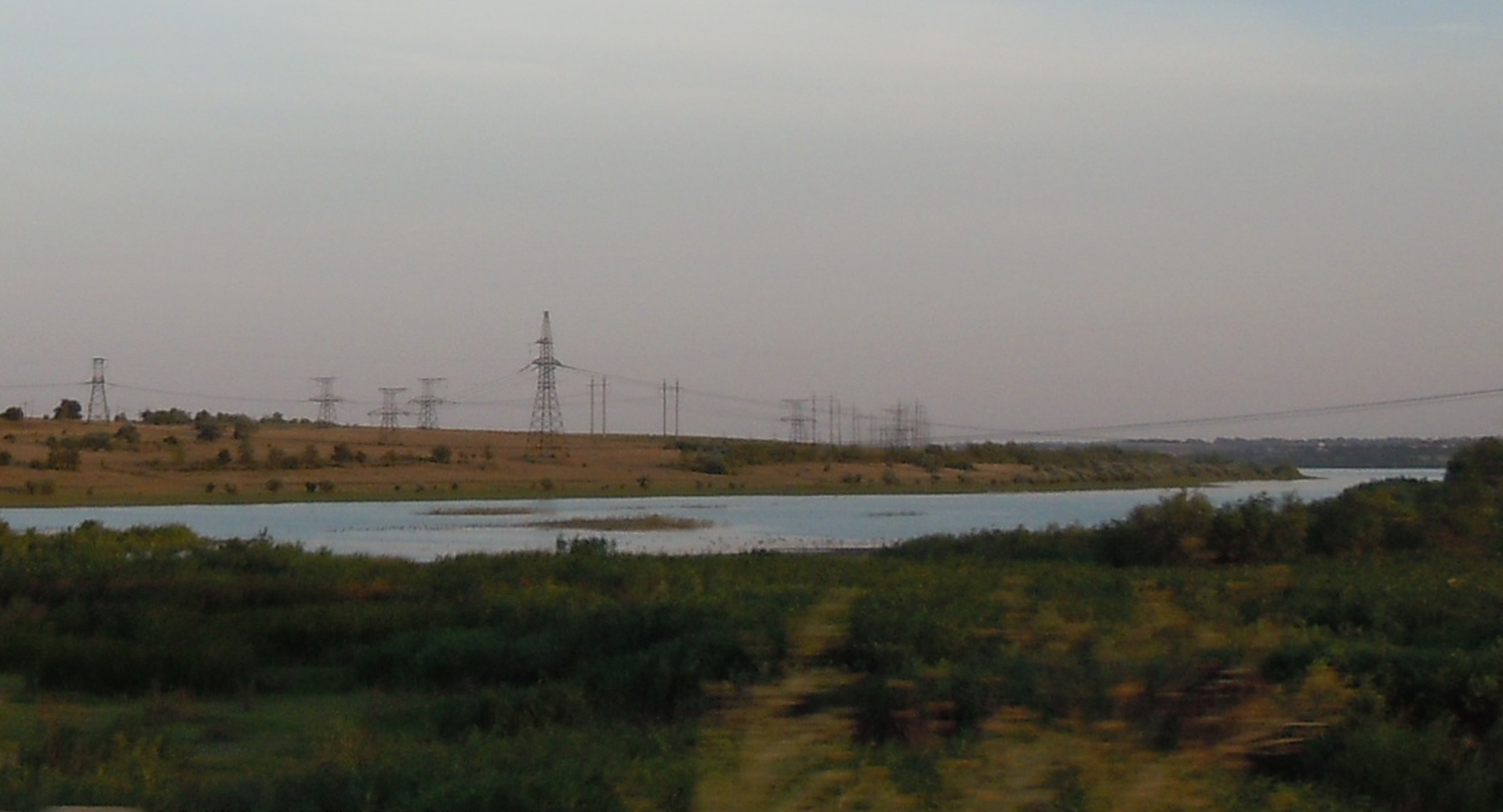
Загальний вигляд водосховища

Водосховище має площу у 42 га, глибина досягає 3-х м.

## Історія
Барабойське водосховище було створено у 1976 р. Відповідно до Акту Державної комісії від 1 серпня 1980 року, затвердженого Постановою Ради Міністрів УРСР від 28.08.1980 року, водосховище було частиною єдиного комплексу Теплодарської атомної електростанції, будівництво якої було зупинено після катастрофи на Чорнобильській АЕС.